# NovaLogic
NovaLogic je ameriško podjetje za razvoj videoiger z glavnim sedežem v Agoura Hills, Kalifornija. Podjetje je leta 1985 ustanovil John A. Garcia, ki je v zgodnjih 80-ih letih delal kot razvijalec programske opreme za podjetje DataSoft.
Ime podjetja se lahko dobesedno prevede kot »nova logika« in se nanaša na vizijo razvijanja videoiger iz novih pogledov (perspektiv), kar je vodilni moto podjetja. Zaradi uspehov z vojaškimi simulacijskimi igrami, kot sta seriji iger Delta Force in Comanche, je podjetje pridobilo pozornost ameriške vojske, s katero je sklenilo dogovore o izdelavi vojaških simulatorjev za urjenje vojakov. Strateška partnerstva je na podoben način sklenilo tudi z obrambnimi pogodbeniki Lockheed Martin, Boeing in Sikorsky.
Z uvedbo brezplačnega strežnika NovaWorld leta 1997, ki podpira udeležbo velikega števila igralcev, se je večigralski način igranja močno razširil po svetu.